# Gabarret
Gabarret is een gemeente in het Franse departement Landes (regio Nouvelle-Aquitaine). De plaats maakt deel uit van het arrondissement Mont-de-Marsan. Gabarret telde op 1 januari 2022 1.282 inwoners.

## Geografie
De oppervlakte van Gabarret bedroeg op 1 januari 2022 16,9 vierkante kilometer; de bevolkingsdichtheid was toen 75,9 inwoners per km².

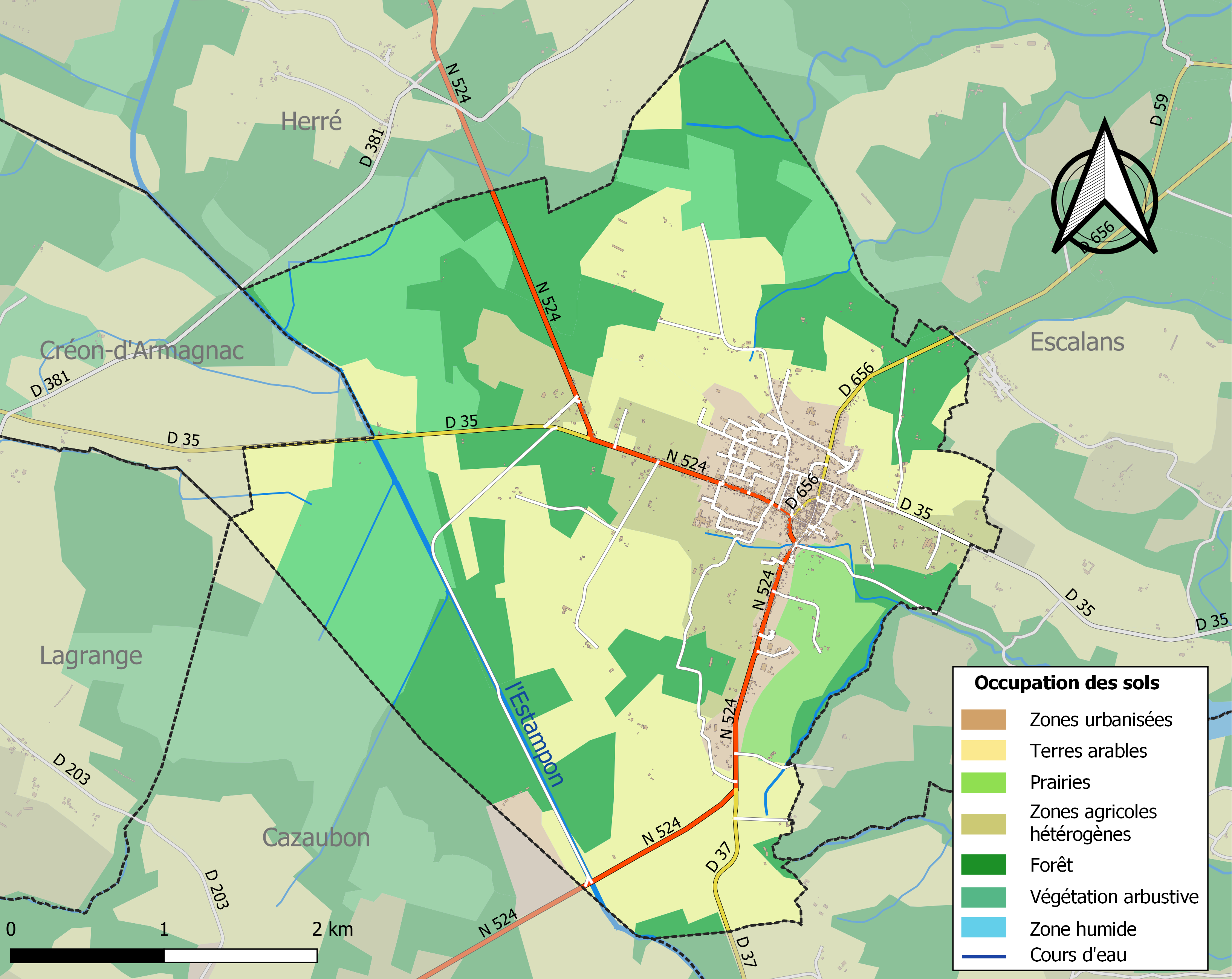
Kaart van de gemeente met de belangrijkste infrastructuur, bodemgebruik en omliggende gemeenten

## Demografie
Onderstaande figuur toont het verloop van het inwonertal (bron: INSEE-tellingen).